# Judy Bell-Gam
Judy Bell-Gam (née le 24 août 1956) est une athlète nigériane.
Elle est la sœur jumelle de Bella Bell-Gam.

## Carrière
Judy Bell-Gam remporte aux Jeux africains de 1978 et aux Championnats d'Afrique de 1979 la médaille d'or du 100 mètres haies. 